# Moessonklimaat

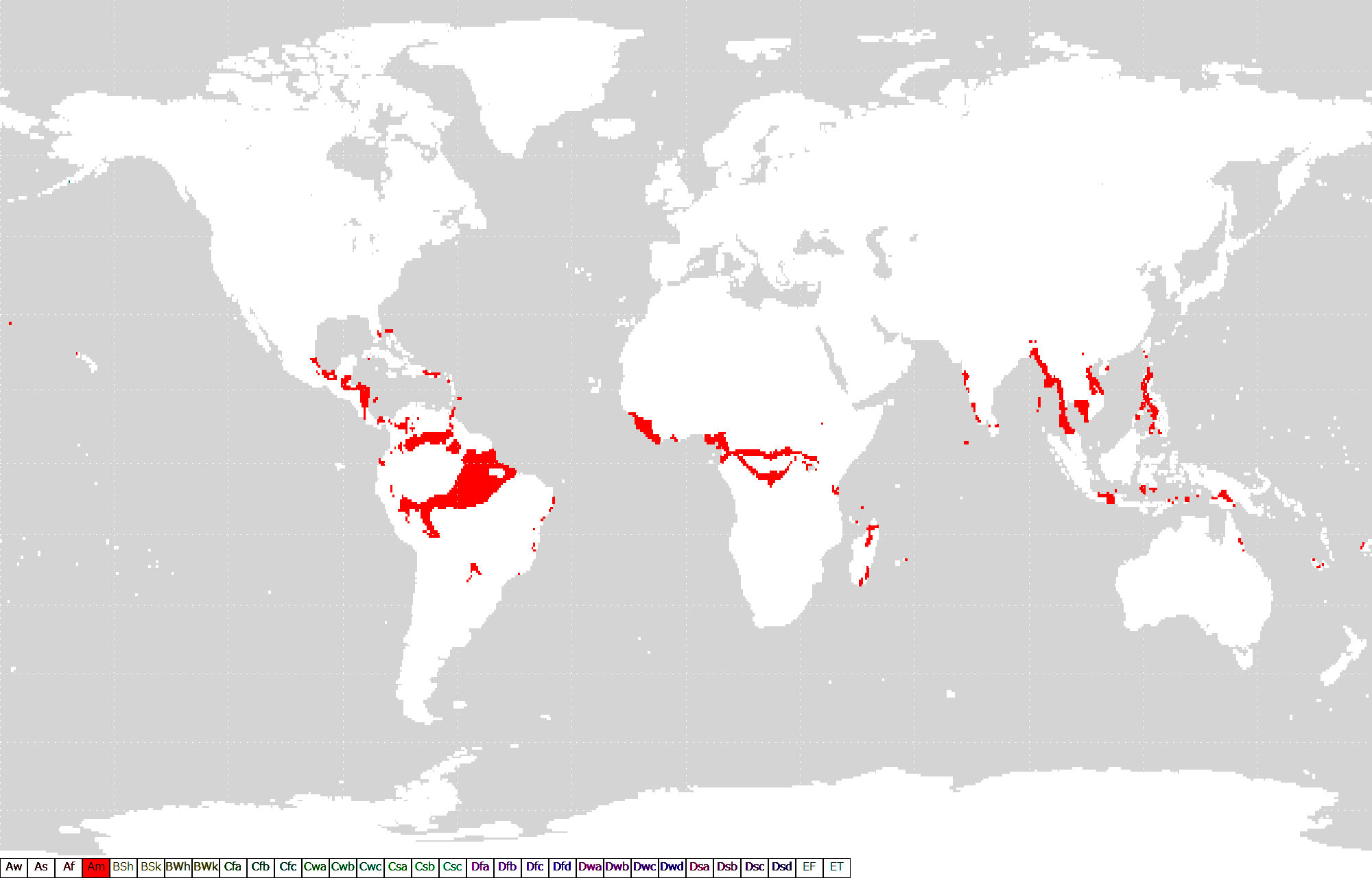
Schematische kaart van gebieden met een moessonklimaat (Am)

Het moessonklimaat is een tropisch klimaat dat wordt gekenmerkt door de moesson. Buiten deze zeer natte periodes kent het klimaat langdurige droge periodes. In de klimaatclassificatie van Köppen staat het klimaat bekend als het Am-klimaat. Volgens Köppen moet het klimaat, zoals alle tropische klimaten, een temperatuur hebben die niet lager is dan 18 graden Celsius, en is er ten minste één maand in het jaar met een gemiddelde maandneerslag van minder dan 60 mm. Hierbij moet de jaarlijkse neerslagsom bij een droogste maand van 0 mm hoger zijn dan 2500 mm en bij een droogste maand van 60 mm hoger zijn dan 1000 mm. Onder deze lijn is het een tropisch savanneklimaat (zie grafiek rechts). Als de droogste maand meer dan 60 mm neerslag heeft dan spreken we over een tropisch regenwoudklimaat.

## Voorkomen
Het klimaat komt verspreid voor in de tropen, vooral in India, Zuidoost-Azië, West-Afrika en het westen van Brazilië. Een relatief klein gebied met dit klimaat komt voor in zuidoost Florida (staat) alsook het noorden van de Bahama's.